# 蒙泰尔菲勒
蒙泰尔菲勒（法語：Monterfil，法語發音：[mɔ̃tɛʁfil]）是法国伊勒-维莱讷省的一个市镇，位于该省西部偏南，属于雷恩区。

## 地理
蒙泰尔菲勒（48°3'57"N, 1°58'43"W）面积16.94 平方千米，位于法国布列塔尼大區伊勒-维莱讷省，该省份为法国西北部沿海省份，位于布列塔尼半岛东部，北濒大西洋，西接阿摩尔滨海省和莫尔比昂省，南至大西洋卢瓦尔省，西南端接曼恩-卢瓦尔省，东临马耶讷省，东北与芒什省接壤。
与蒙泰尔菲勒接壤的市镇（或旧市镇、城区）包括：伊方迪克、圣佩朗、圣蒂里亚勒、塔朗萨克、特雷方代勒、勒韦尔热。

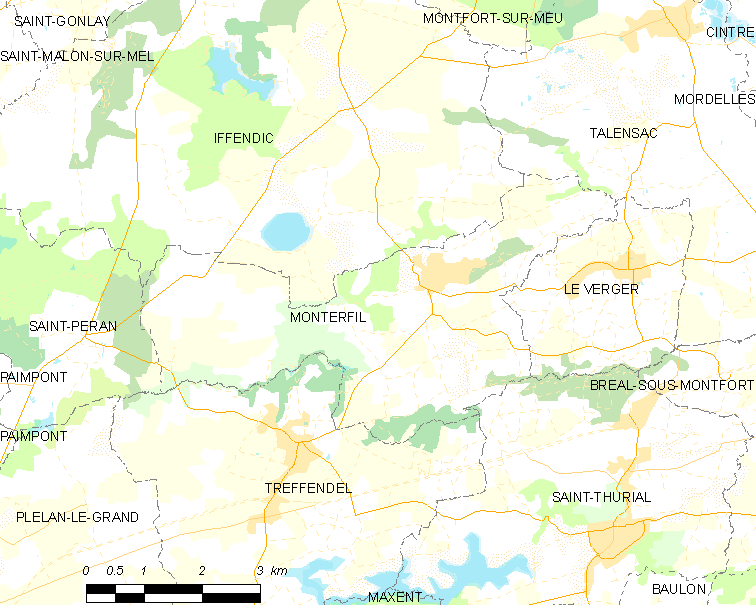
蒙泰尔菲勒的OSM定位图

蒙泰尔菲勒的时区为UTC+01:00、UTC+02:00（夏令时）。

## 行政
蒙泰尔菲勒的邮政编码为35160，INSEE市镇编码为35187。

## 政治
蒙泰尔菲勒所属的省级选区为默河畔蒙福尔县。

## 人口

1962-2008年间蒙泰尔菲勒人口变化图示

蒙泰尔菲勒于2022年1月1日时的人口数量为1352人。